# Communauté d'agglomération de Dreux agglomération
Dreux agglomération est une ancienne communauté d'agglomération française, située dans le département d'Eure-et-Loir et la région Centre.

## Historique
- 31 octobre 2002 : création de la Communauté d'Agglomération du Drouais
- La CAdD est un Etablissement Public de Coopération Intercommunal (EPCI). Le SIAD (Syndicat Intercommunal de l'Agglomération du Drouais) était l'ancêtre de la CAdD de 1995 à 2002.
- En janvier 2009, la CAdD devient Dreux agglomération.
- Le 1er janvier 2014, Dreux agglomération, les communautés de communes du Val d'Eure et Vesgre, des Villages du Drouais, du Val d'Avre, du Thymerais, du Plateau de Brezolles et le Syndicat mixte du Pays Drouais, disparaissent au profit d'une nouvelle structure qui rassemble toutes leurs communes plus celle d'Ormoy sous l'appellation de Communauté d'agglomération du Pays de Dreux.

## Composition
Elle est composée des communes suivantes :
1. Allainville
2. Aunay-sous-Crécy
3. Boissy-en-Drouais
4. Le Boullay-Mivoye
5. Le Boullay-Thierry
6. Charpont
7. Crécy-Couvé
8. Dreux
9. Garancières-en-Drouais
10. Garnay
11. Louvilliers-en-Drouais
12. Luray
13. Marville-Moutiers-Brûlé
14. Sainte-Gemme-Moronval,
15. Saulnières
16. Tréon
17. Vernouillet
18. Vert-en-Drouais
19. Villemeux-sur-Eure

## Compétences
- Développement et aménagement économique
- Eau, assainissement, déchets
- Gestion d'équipements culturels intercommunaux
- Aménagement de l'espace
- Aménagement numérique
- Tourisme
- Rénovation urbaine

## Sources
- le splaf
- la base aspic